# Powstańcze natarcia na lotnisko bielańskie
Powstańcze natarcia na lotnisko bielańskie – nieudana próba opanowania lotniska bielańskiego w Warszawie, podjęta przez żołnierzy Armii Krajowej w pierwszych dniach powstania warszawskiego 1944 roku.
W powstańczych planach przywiązywano dużą wagę do zdobycia lotniska na Bielanach. Zadanie to mieli wykonać żołnierze VIII Rejonu „Łęgów” Obwodu VII „Obroża”, wsparci przez część sił Obwodu II „Żoliborz”. Mimo znacznego wzmocnienia, jakim było przybycie do Puszczy Kampinoskiej blisko 900 żołnierzy Zgrupowania Stołpecko-Nalibockiego AK, jednostki kampinoskie i żoliborskie były jednak zbyt słabo uzbrojone i nieliczne, aby zdobyć silnie umocnione lotnisko oraz sąsiednie niemieckie punkty oporu. Pierwszy atak, przeprowadzony 1 sierpnia 1944 w godzinie „W”, miał charakter wyłącznie demonstracyjny. Drugi, rozpoczęty wczesnym rankiem 2 sierpnia, został po wielogodzinnej walce odparty z dużymi stratami po stronie polskiej.
W wyniku tego niepowodzenia oddziały kampinoskie aż do połowy sierpnia 1944 pozostawały niezdolne do prowadzenia poważniejszych działań ofensywnych. Jednocześnie wkrótce po odparciu polskich ataków Niemcy definitywnie zrezygnowali z użytkowania lotniska.

## Lotnisko i jego załoga
Budowa lotniska bielańskiego rozpoczęła się przed wybuchem II wojny światowej. Pierwotnie przewidywano, iż pełnić będzie ono funkcję lotniska sportowego. Do września 1939 roku wytyczono i przygotowano pole startowe, nie zdążono natomiast wznieść żadnych budynków. Po rozpoczęciu niemieckiej okupacji niedokończone lotnisko zostało przejęte przez Luftwaffe. Zostało wykorzystane przez Niemców podczas inwazji na ZSRR w czerwcu 1941, później stanowiło bazę dla czterech niemieckich jednostek rozpoznawczych oraz służyło jako lotnisko tranzytowe i ośrodek szkoleniowy. Jednocześnie Niemcy przystąpili do rozbudowy lotniskowej infrastruktury, w efekcie czego latem 1944 w obrębie bazy mieściły się już m.in. wieża kontrolno-obserwacyjna, cztery hangary, stacje nadajników oraz punkty tankowania. Pas startowy liczył 700 metrów.
Zaplecze, a zarazem dodatkowe zabezpieczenie lotniska, stanowił kompleks umocnionych obiektów i punktów oporu znajdujących się na Bielanach oraz w pobliskich wsiach. Do najważniejszych z nich należały:
- Horstlager, czyli zespół kilkunastu niewielkich baraków przylegających bezpośrednio do płyty lotniska (od strony ul. Marymonckiej). W zamaskowanych wśród drzew barakach mieściły się przede wszystkim pomieszczenia gospodarcze oraz kwatery oficerskie[3].
- kompleks budynków Akademii Wychowania Fizycznego przy ul. Marymonckiej 34, zamieniony w okresie niemieckiej okupacji na koszary pułku lotniczego. Kompleks AWF zabezpieczał podejście do lotniska od strony południowej. Był ogrodzony drutem kolczastym oraz umocniony stanowiskami strzeleckimi, gniazdami broni maszynowej i stanowiskami artylerii przeciwlotniczej. W okolicznych budynkach rozmieszczono dodatkowo posterunki wartownicze[4].
- Waldlager, czyli zespół dwunastu jedno- i dwukondygnacyjnych baraków broniących podejścia do kompleksu AWF od strony wschodniej i południowej. Obiekt ten zabezpieczały prowizoryczne umocnienia ziemne oraz ogrodzenie z drutu kolczastego[5].
- zespół klasztorny Zgromadzenia Księży Marianów w Lesie Bielańskim. Obiekt ten sąsiadował z Horstlager. Zabezpieczały go dwa betonowe bunkry oraz kilka stanowisk strzeleckich[3].
- Bautruppen-Lager we wsi Wawrzyszew, przeznaczony dla personelu i robotników. Liczebność stałej załogi oraz szczegóły ufortyfikowania tego zespołu budynków nie są znane[3].

Niemcy przywiązywali dużą wagę do odpowiedniego zabezpieczenia lotniska bielańskiego. We wsiach leżących na północ od bazy powstały umocnione stanowiska obronne, rozlokowano tam także dwie baterie artylerii przeciwlotniczej. Teren lotniska częściowo zabezpieczono ogrodzeniem z drutu kolczastego. Po udanej akcji dywersyjnej przeprowadzonej przez żołnierzy Kedywu KG AK w nocy 3/4 maja 1944 Niemcy dodatkowo zaostrzyli środki bezpieczeństwa, zwiększając liczebność załogi i budując kolejne stanowiska obronne. Już 13 maja 1944 na skraju pola wzlotów rozlokowano cztery baterie dział przeciwlotniczych na podwoziu gąsienicowym. Miesiąc później załogę bazy wzmocniono kolejnymi 20 działami przeciwlotniczymi, sprowadzonymi z rejonu AWF, a także spoza Warszawy. Ponadto kosztem domów jednej z okolicznych wsi poszerzony został teren lotniska.
W przededniu powstania warszawskiego lotnisko bielańskie wraz z zespołem sąsiednich obiektów stanowiło jeden z najważniejszych ośrodków niemieckiego oporu w północnej części Warszawy. Z ustaleń Grzegorza Jasińskiego wynika, że 1 sierpnia 1944 niemieckie punkty oporu na Bielanach były obsadzone w następujący sposób:
- płyta lotniska wraz z zabudowaniami Horstlager oraz barakami Bautruppen-Lager w Wawrzyszewie była broniona przez ok. 500-osobową załogę, w której skład wchodził m.in. Alarmowy Batalion Lotniczy „Weckerle” (Luftwaffe Alarm-Bataillon „Weckerle”). Rozlokowana była tam również 1 Bateria 769 Dywizjonu Lekkiej Artylerii Przeciwlotniczej (1 Battr. Der le. Flakabt. 769)[a], wyposażona w 12 dział (w tym w działa kal. 37 mm).
- we wsi Placówka, położonej kilkaset metrów na północny zachód od płyty lotniska, ulokowane było stanowisko dowodzenia 378 Dywizjonu Reflektorów (Scheinw-Abt. 378).
- we wsi Wólka Węglowa znajdowały się dwa reflektory zabezpieczane przez pluton żołnierzy Luftwaffe.
- kompleksu budynków AWF broniło około 250 żołnierzy.
- Waldlager był broniony przez około 100 żołnierzy.
- w klasztorze Marianów kwaterowało 20 Niemców, 20 Turkmenów oraz 20 Czechów.
- w zabudowaniach przy ul. Zuga 16 na Bielanach kwaterowało kilkudziesięciu żołnierzy, którzy pilnowali 80 pracujących tam robotników obcokrajowców.

W rzeczywistości w chwili wybuchu powstania warszawskiego niemieckie siły na Bielanach były jednak znacznie liczniejsze. Na krótko przed godziną „W” załogi tamtejszych punktów oporu zostały bowiem wzmocnione przez dodatkowe pododdziały wyposażone w broń ciężką. Obsadę samych tylko AWF, Waldlager i klasztoru Marianów wzmocniono do około 700 żołnierzy wspartych samochodami pancernymi i czołgami. Tym samym w godzinie „W” siły niemieckie w rejonie lotniska i sąsiadujących z nim obiektów nie mogły być mniejsze niż 1200 żołnierzy wspartych przez artylerię przeciwlotniczą oraz broń pancerną i przeciwpancerną. W dodatku w pobliskim Boernerowie, gdzie znajdowały się warsztaty samochodów Luftwaffe dozorowane przez kilkudziesięciu żołnierzy formacji pomocniczych, rozlokowano ok. 100-osobowy oddział ukraińskich kolaborantów oraz pododdziały Dywizji Pancerno-Spadochronowej „Hermann Göring”. W przypadku szczególnego zagrożenia lotniska jednostki te mogły przyjść na pomoc jego załodze.

## Siły i plany Armii Krajowej
W powstańczych planach przywiązywano dużą wagę do opanowania lotniska bielańskiego. Początkowo sztabowcy Armii Krajowej przewidywali, iż w momencie wybuchu powstania zostanie ono zbombardowane przez alianckie lotnictwo (podobnie jak lotniska na Okęciu i w Grójcu). Następnie oddziały AK miały gwałtownym uderzeniem rozbić wstrząśniętych nalotem obrońców, po czym zabezpieczyć lotnisko i obsadzić je przeszkoloną uprzednio kadrą. Liczono, iż dzięki powodzeniu tej akcji możliwy stałby się przerzut do Warszawy żołnierzy 1 Samodzielnej Brygady Spadochronowej oraz polskich dywizjonów lotniczych z Wielkiej Brytanii.
Główną rolę w zdobyciu lotniska bielańskiego miały odegrać oddziały VIII Rejonu „Łęgów” VII Obwodu „Obroża” Okręgu Warszawskiego AK. Rejonem tym dowodził kpt. Józef Krzyczkowski ps. „Szymon”, któremu podlegały struktury AK z terenów przedwojennych gmin Czosnów, Młociny oraz ze wschodniej części gminy Zaborów. Powstańcze plany przewidywały, iż w godzinie „W” główne siły VIII Rejonu skoncentrują się w rejonie wzgórz 93, 103 i 96 na Łużach, po czym uderzą na niemieckie stanowiska osłaniające lotnisko od strony północnej. Po przełamaniu obrony nieprzyjaciela żołnierze „Szymona” mieli opanować płytę lotniska oraz zabudowania Horstlager (te ostatnie we współpracy z oddziałami żoliborskimi). Pozostałe jednostki VIII Rejonu miały w tym czasie zdobyć fabrykę w Łomiankach i warsztaty w Dziekanowie Leśnym, przejąć środki przewozowe na Wiśle, a także zablokować szosę Warszawa – Modlin na wysokości Lasu Młociny. Planowano ponadto, iż po dotarciu posiłków z Obwodu „Błonie” prowadzone będą działania zaczepne w kierunku Kazunia.
W momencie wybuchu powstania struktury VIII Rejonu miały wystawić dwa bataliony piechoty, dowodzone przez por. Janusza Langnera ps. „Janusz” oraz kpt. Stanisława Nowosada ps. „Dulka”. W przeddzień powstania oba bataliony osiągnęły pełne stany pięciu kompanii pierwszej linii. Utworzono także dwa plutony Wojskowej Służby Ochrony Powstania (WSOP) oraz struktury Wojskowej Służby Kobiet. W lipcu 1944 do Rejonu „Łęgów” przydzielono ponadto dwa plutony kompanii młodzieżowej z III Rejonu „Dęby” (Rembertów). Były one dowodzone przez podchorążych Janusza Warmińskiego ps. „Murzyn” i Wojciecha Pecyńskiego ps. „Polana”, a w ich skład wchodzili przede wszystkim młodzi chłopcy z okolic Dąbrowy Leśnej i Łomianek. W tym samym czasie w związku z przygotowaniami powstańczymi przystąpiono do kompletowania broni i amunicji. Uzbrojenie pozostawało jednak jedną z najsłabszych stron VIII Rejonu. Kapitan „Szymon” podawał w swych wydanych po wojnie wspomnieniach, że po zakończeniu mobilizacji w lipcu 1944 w szeregach oddziałów VIII Rejonu znajdowało się zaledwie ok. 350–400 uzbrojonych żołnierzy. Z kolei Edward Bonarowski twierdził, że siły Rejonu „Łęgów” nie przekraczały liczby 440 uzbrojonych żołnierzy, wyposażonych zazwyczaj w broń z września 1939 roku.
Powstańcze plany przewidywały, że w czasie gdy oddziały Rejonu „Łęgów” będą nacierać na lotnisko od strony północnej, oddziały III Rejonu „Bielany” Obwodu II AK „Żoliborz” opanują najważniejsze niemieckie punkty oporu na Bielanach. W dalszej kolejności miały one uderzyć na lotnisko od strony południowej i we współpracy z jednostkami VIII Rejonu opanować zabudowania Horstlager. Funkcję komendanta III Rejonu pełnił kpt. Władysław Nowakowski ps. „Serb”. W ujęciu szczegółowym zadania podległych mu pododdziałów przedstawiały się następująco:
- kompania ppor. Stanisława Rudowicza ps. „Brzoza” (plutony: 211, 213, 214) wraz z kompanią por. Mariana Redwana ps. „Ojciec Marian” (plutony: 255 i 256) miały uderzyć na kompleks budynków AWF od strony północno-zachodniej (z rejonu ul. Marymonckiej).
- kompania por. Jerzego Terczyńskiego ps. „Starża” (plutony: 212, 237, 239) otrzymała dwa zadania. Jeden z jej plutonów wsparty sekcją saperów szturmowych miał zaatakować zabudowania „Szkoły Krawieckiej” przy ul. Zabłocińskiej/Marymonckiej 66. W tym samym czasie dwa pozostałe plutony wsparte przez dwie sekcje saperów szturmowych miały uderzyć na zabudowania Waldlager od strony południowo-wschodniej, a następnie kontynuować natarcie w kierunku AWF.
- kompania ppor. Jerzego Zdrodowskiego ps. „Kwarciany” (plutony: 247, 248, 249, 250 motorowy) także otrzymała dwa zadania. Jeden z jej plutonów wsparty sekcją saperów szturmowych miał zdobyć klasztor Marianów. Trzy pozostałe plutony miały uderzyć na Waldager od strony północno-wschodniej, a następnie wesprzeć natarcie na AWF.
- plutony WSOP miały zbudować osiem barykad na głównych arteriach komunikacyjnych Bielan, a także zdobyć lub izolować słabsze niemieckie punkty oporu.

III Rejon był jednym z najliczniejszych pod względem stanów osobowych, lecz zarazem jednym z najsłabiej uzbrojonych rejonów Obwodu „Żoliborz”. Z ustaleń Grzegorza Jasińskiego wynika, że 31 lipca 1944 w szeregach oddziałów III Rejonu znajdowało się 941 żołnierzy (875 żołnierzy pierwszoliniowych i 65 żołnierzy WSOP), w tym 81 kobiet. W tym samym czasie III Rejon miał jednak na wyposażeniu zaledwie 2 granatniki PIAT, 45 karabinów z 4,5 tys. nabojów, 8 pistoletów maszynowych z 800 nabojami, 44 pistolety z 1880 nabojami oraz 1776 granatów.

### Przybycie zgrupowania „Góry”

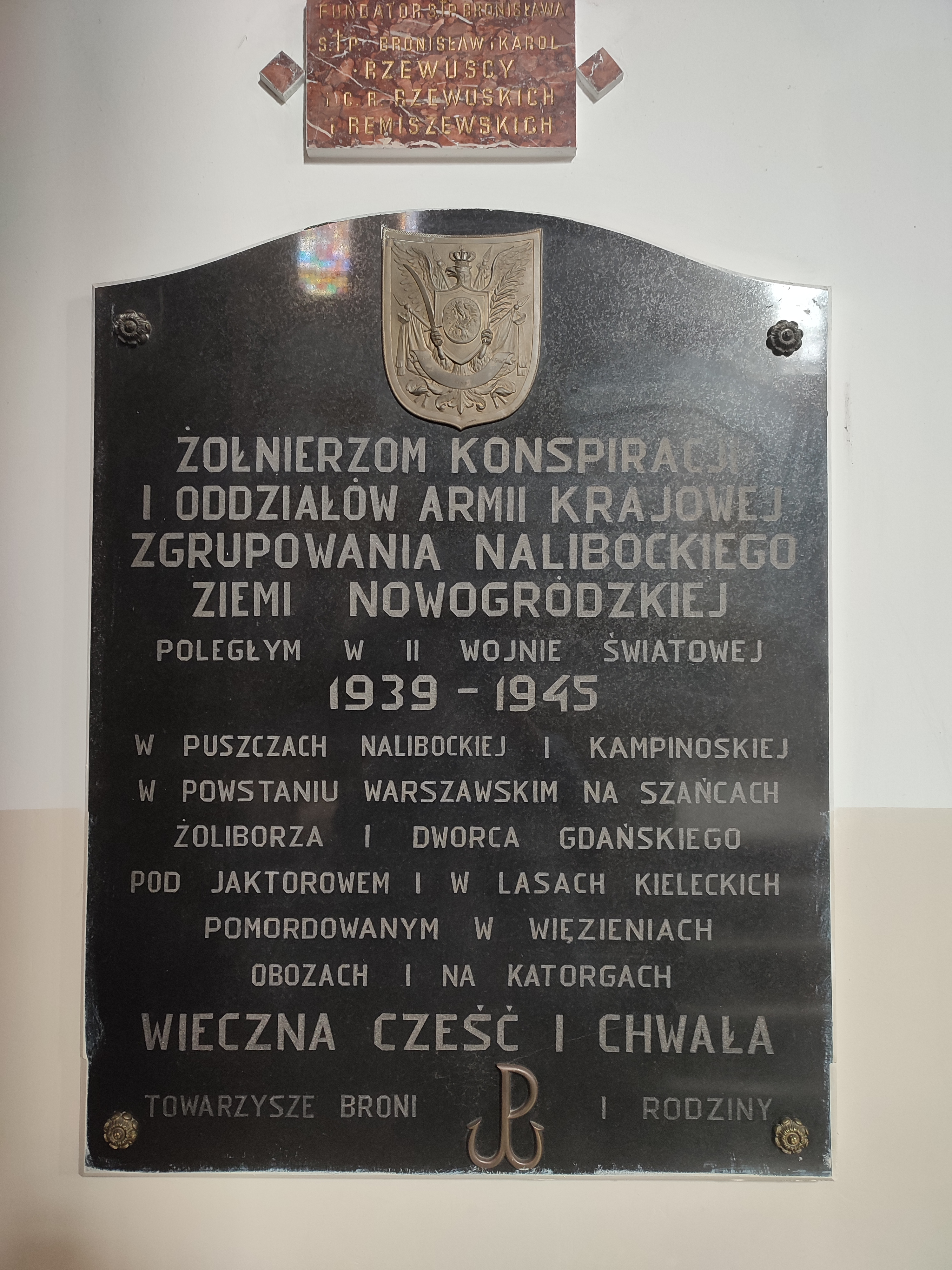
Tablica w kościele św. Stanisława Kostki w Warszawie, upamiętniająca żołnierzy Zgrupowania Stołpecko-Nalibockiego i ich udział w powstaniu warszawskim

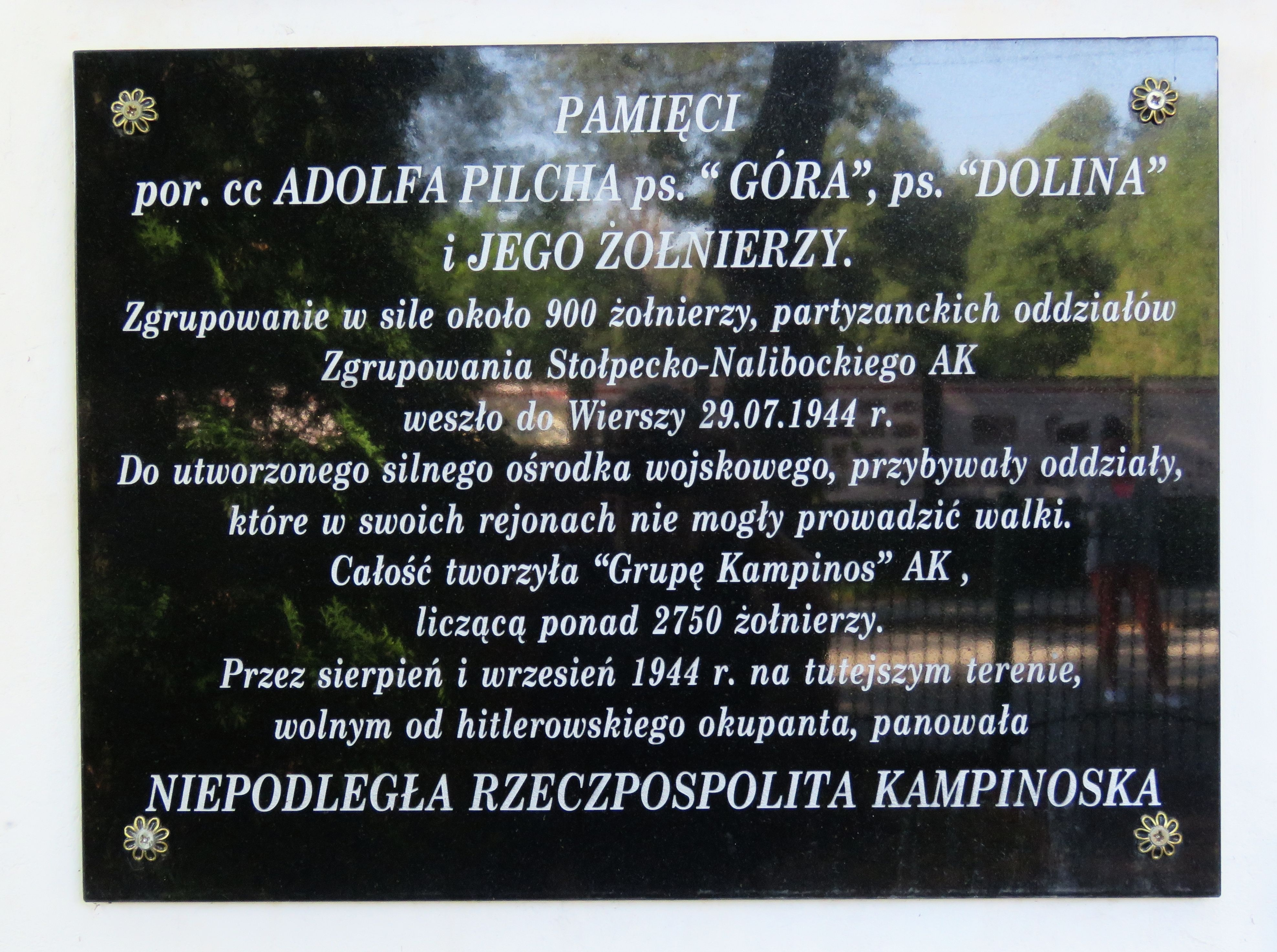
Tablica na murze kościoła w Wierszach, upamiętniająca udział żołnierzy Zgrupowania Stołpecko-Nalibockiego w walkach na terenie Puszczy Kampinoskiej

Nocą 25/26 lipca 1944 kpt. „Szymon” otrzymał wiadomość, że w Dziekanowie Polskim zatrzymał się kilkusetosobowy oddział, którego żołnierze są ubrani w mundury przedwojennego Wojska Polskiego i mówią po polsku z kresowym akcentem. Następnego dnia dowódca VIII Rejonu udał się do Dziekanowa, aby osobiście zorientować się w sytuacji. Na miejscu okazało się, że dowódca nowo przybyłego oddziału, por. Adolf Pilch ps. „Góra”, udał się do Warszawy. Jego zastępca, por. Franciszek Rybka ps. „Kula”, poinformował „Szymona”, iż w Dziekanowie stanęło Zgrupowanie Stołpecko-Nalibockie AK, które przybyło z Puszczy Nalibockiej na Kresach Wschodnich.
Zgrupowanie Stołpecko-Nalibockie zorganizowano na bazie Polskiego Oddziału Partyzanckiego im. Tadeusza Kościuszki, powstałego w czerwcu 1943 w powiecie stołpeckim na Nowogródczyznie. W pierwszych miesiącach swego istnienia oddział prowadził intensywną walkę z Niemcami, współpracując przy tym z sowiecką partyzantką. Sytuacja uległa jednak diametralnej zmianie w grudniu 1943, kiedy to sowieccy partyzanci podstępnie uprowadzili dowództwo polskiego zgrupowania, a następnie przystąpili do rozbrajania i likwidacji pozbawionych oficerów pododdziałów. Nowy dowódca zgrupowania, por. „Góra” (skoczek „cichociemny”), pragnąc ocalić resztki oddziału oraz zapewnić polskiej ludności ochronę przed terrorem sowieckiej partyzantki, postanowił za zgodą dowództwa komendy Okręgu Nowogródek AK zawrzeć chwilowe zawieszenie broni z Niemcami. Decyzja ta umożliwiła „Górze” zarówno odbudowę zgrupowania, jak też kontynuację walki z Sowietami. Latem 1944 błyskawiczne postępy sowieckiej ofensywy uniemożliwiły Zgrupowaniu Stołpecko-Nalibockiemu dołączenie do głównych sił okręgu i wzięcie udziału w operacji „Ostra Brama”. Wobec utraty łączności z dowództwem por. „Góra” postanowił ewakuować swoje zgrupowanie do centralnej Polski (oznaczało to jednocześnie zerwanie zawieszenia broni z Niemcami). 29 czerwca 1944 oddziały „Góry” – batalion piechoty, dywizjon kawalerii, szwadron ckm, służby tyłowe – wymaszerowały z Puszczy Nalibockiej i wyruszyły w kierunku zachodnim. W ciągu trwającego blisko miesiąc przemarszu Zgrupowanie Stołpecko-Nalibockie, przemykając pomiędzy rozbitymi na froncie wschodnim jednostkami niemieckimi, pokonało trasę długości kilkuset kilometrów, forsując po drodze Niemen, Szczarę i Bug. Swoiste uwieńczenie rajdu miało miejsce 25 lipca, kiedy to oddziały „Góry” dzięki umiejętnemu zastosowaniu fortelu wojennego przeszły bez walki przez silnie strzeżony przez Niemców most na Wiśle pod Nowym Dworem Mazowieckim. Ostatecznie po północy 26 lipca zgrupowanie nalibockie za zgodą i wiedzą Niemców stanęło w Dziekanowie Polskim.
W trakcie rajdu por. „Góra” bezskutecznie usiłował nawiązać łączność z dowództwem AK. Nieudana okazała się także jego wyprawa do Warszawy 26 lipca. Kręgi konspiracyjne przyjęły „Górę” i jego żołnierzy z dużą nieufnością. Prawdopodobnie obawiano się, że w przededniu planowanego powstania obecność pod Warszawą oddziału oskarżanego o kolaborację z Niemcami może utrudnić nawiązanie współpracy z Armią Czerwoną. Początkowo dowództwo Obwodu „Obroża” rozważało siłowe rozbrojenie zgrupowania nalibockiego lub odkupienie broni od jego żołnierzy. Z kolei 27 lipca Komenda Główna AK za pośrednictwem kpt. „Szymona” przekazała por. „Górze” rozkaz wymarszu w Bory Tucholskie na Pomorzu Gdańskim, zapowiadając jednocześnie, iż on sam stanie przed sądem wojennym za współpracę z Niemcami. Rozkaz ten, który Stanisław Podlewski określił później słowami „szalony i niepoczytalny”, w praktyce skazywał zgrupowanie na zagładę, gdyż kresowi żołnierze nie mieli żadnych szans, aby przedrzeć się kilkaset kilometrów w głąb kontrolowanego przez Niemców terytorium. W tej sytuacji por. Pilch oznajmił kpt. „Szymonowi”, iż nie jest w stanie wykonać polecenia KG AK. Zaproponował natomiast, że wraz z całym swoim zgrupowaniem odda się pod jego komendę.
„Szymon” szybko podchwycił tę propozycję. Podzielał bowiem zdanie „Góry” o bezsensowności wymarszu w Bory Tucholskie, a także zdawał sobie sprawę, iż podporządkowanie Zgrupowania Stołpecko-Nalibockiego zwiększyłoby jego siły o blisko 900 dobrze uzbrojonych i zahartowanych w bojach partyzantów. Dzięki takiemu rozwiązaniu zmieniłby się dotychczasowy układ sił we wschodniej części Puszczy Kampinoskiej, a Rejon „Łęgów” miałby szansę na wykonanie zadań, które nakładały na niego plany powstańcze. „Szymon” ponownie skontaktował się więc z KG AK, proponując włączenie oddziałów „Góry” w skład VIII Rejonu. Ostatecznie dowództwo AK zaakceptowało wniosek „Szymona”, zastrzegając jednak, że przejmuje on dowództwo nad zgrupowaniem nalibockim „na swoją odpowiedzialność”.

### Ordre de BatailleVIII Rejonu w przeddzień powstania warszawskiego
Podporządkowanie Zgrupowania Stołpecko-Nalibockiego znacząco zwiększyło siłę bojową VIII Rejonu. Z obliczeń Jerzego Koszady wynika, że w przeddzień powstania warszawskiego w szeregach oddziałów kampinosko-nalibockich znajdowało się 2092 żołnierzy (32 oficerów, 294 podoficerów, 1480 szeregowców, 286 kobiet). Liczebność i struktura organizacyjna jednostek VIII Rejonu przedstawiały się następująco:
- Dowództwo rejonu (4 oficerów, 14 podoficerów, 15 szeregowców, 43 kobiety)
- Kwatermistrzostwo i sanitariat (6 oficerów, 10 podoficerów, 20 szeregowców, 80 kobiet)
- I Batalion (por. Janusz Langner ps. „Janusz”)
  - dowództwo (1 oficer, 5 podoficerów, 10 szeregowców, 4 kobiety)
  - 1 kompania pod dowództwem por. Zygmunta Sokołowskiego ps. „Zetes” (1 oficer, 12 podoficerów, 160 szeregowców)
  - 3 kompania pod dowództwem kpt. Ignacego Jezierskiego ps. „Karaś” (2 oficerów, 40 podoficerów, 125 szeregowców)
  - 5 kompania pod dowództwem por. Henryka Dobaka ps. „Olsza” (1 oficer, 13 podoficerów, 110 szeregowców)
  - kompania szturmowa pod dowództwem ppor. Józefa Snarskiego ps. „Czarny” (1 oficer, 10 podoficerów, 60 szeregowców)
- II Batalion (kpt. Stanisław Nowosad ps. „Dulka”)
  - dowództwo (3 oficerów, 2 podoficerów, 5 szeregowców, 3 kobiety)
  - 2 kompania pod dowództwem por. Zbigniewa Luśniaka ps. „Gniew” (1 oficer, 18 podoficerów, 150 szeregowców)
  - 4 kompania pod dowództwem por. Bolesława Kiełbasy ps. „Gniewosz” (1 oficer, 20 podoficerów, 157 szeregowców)
- Batalion 78 Pułku Strzelców Słuckich AK (por. Witold Pełczyński ps. „Dźwig”)[h]
  - dowództwo (2 oficerów)
  - 1 kompania pod dowództwem por. Franciszka Baumgarta ps. „Dan” (2 oficerów, 26 podoficerów, 112 szeregowców, 1 kobieta)
  - 2 kompania pod dowództwem por. Witolda Lenczewskiego ps. „Strzała” (2 oficerów, 18 podoficerów, 127 szeregowców, 4 kobiety)
  - 3 kompania pod dowództwem por. Jerzego Piestrzyńskiego ps. „Helski” (1 oficer, 11 podoficerów, 125 szeregowców)
- I Dywizjon 27 Pułku Ułanów AK im. Króla Stefana Batorego (chor. Zdzisław Nurkiewicz ps. „Noc”)
  - dowództwo (1 oficer, 2 kobiety)
  - 1 szwadron pod dowództwem wachm. Jana Jakubowskiego ps. „Dąb” (18 podoficerów, 59 szeregowców, 1 kobieta)
  - 2 szwadron pod dowództwem wachm. Józefa Niedźwieckiego ps. „Szary” (20 podoficerów, 72 szeregowców, 2 kobiety)
  - 3 szwadron pod dowództwem wachm. pchor. Narcyza Kulikowskiego ps. „Sum” (9 podoficerów, 62 szeregowców)
  - 4 szwadron pod dowództwem ppor. Aleksandra Pietruckiego ps. „Jawor” (1 oficer, 9 podoficerów, 21 szeregowców, 6 kobiet)
- szwadron ckm pod dowództwem por. Jarosława Gąsiewskiego ps. „Jar”, stanowiący zalążek 23 Pułku Ułanów Grodzieńskich AK (1 oficer, 14 podoficerów, 51 szeregowców, 1 kobieta)
- kompania WSOP pod dowództwem Eugeniusza Wyszomirskiego ps. „Świt” (25 podoficerów, 39 szeregowców)
- Wojskowa Służba Kobiet pod dowództwem por. Zofii Roesler ps. „Polka” (1 oficer, 139 kobiet).

Na stanie uzbrojenia oddziałów VIII Rejonu znajdowało się: 7 granatników, 13 ckm, 47 rkm i lkm, 61 pistoletów maszynowych, 1046 karabinów, 175 pistoletów, 1044 granaty, 367 butelek zapalających i 239 tys. sztuk amunicji. W praktyce w pełni uzbrojone były jedynie I Batalion oraz oddziały nalibockie, podczas gdy II Batalion odgrywał rolę jednostki rezerwowej. Na jednej z ostatnich odpraw przed wybuchem powstania dowódca Obwodu „Obroża” mjr Kazimierz Krzyżak ps. „Bronisław” polecił, aby w godzinie „W” nieuzbrojonych żołnierzy wyposażyć w granaty, butelki zapalające, a nawet w łomy i kilofy – i tak uzbrojonych rzucić do walki. Kapitan „Szymon” oraz pozostali dowódcy rejonów zignorowali jednak te wytyczne.

### Początek walk w Puszczy Kampinoskiej
Po objęciu dowództwa nad zgrupowaniem „Góry” kpt. „Szymon” zdecydował, że w zależności od dalszego postępowania Niemców żołnierze naliboccy albo natychmiast przystąpią do walki, albo pozostaną w postawie wyczekującej. Postanowiono jednocześnie wysłać grupę kresowych kawalerzystów do Modlina, aby wykorzystując przekonanie nieprzyjaciela, iż ma do czynienia z oddziałem kolaboracyjnym, uzyskali oni od załogi twierdzy jak największą ilość amunicji, lekarstw i środków opatrunkowych. Fortel ten udał się częściowo. Niemcy rzeczywiście dostarczyli żołnierzom „Góry” sporą ilość zaopatrzenia, lecz w momencie, gdy polski oddział opuszczał Modlin, podstęp został odkryty. Wywiązała się wówczas walka, w której poległ jeden polski ułan. W tej sytuacji 29 lipca kpt. „Szymon” rozkazał zgrupowaniu nalibockiemu opuścić Dziekanów i przejść w rejon wsi Wiersze i Truskawka w centralnej części Puszczy Kampinoskiej. Po drodze żołnierze „Góry” mieli zlikwidować posterunki niemieckiej żandarmerii i straży granicznej.
Mniej więcej w tym samym czasie „Szymon” postanowił zmobilizować część „kampinoskich” pododdziałów VIII Rejonu (28 lipca). Wyznaczone plutony zaczęły się zbierać w lesie opaleńskim między Wólką Węglową a Laskami, wzmacniając przebywający tam już od paru dni 60-osobowy oddział partyzancki pod dowództwem por. Józefa Snarskiego ps. „Czarny”. Kpt. „Szymon” wybrał na swoją kwaterę domek myśliwski w Opaleniu, podczas gdy dowodzący I Batalionem por. „Janusz” ulokował się wraz ze swoimi dowódcami kompanii w willi Krupskich w uroczysku Michałówka. 30 lipca „Szymon” zmobilizował jeszcze kompanię dowodzoną przez kpt. Ignacego Jezierskiego ps. „Karaś”, która rozlokowała się we wsi Janówek z zadaniem ubezpieczania, a zarazem obserwacji oddziałów nalibockich od wschodu.
29 lipca partyzanci stacjonujący w lesie opaleńskim wdali się w utarczkę z patrolem niemieckich łącznościowców, która przerodziła się w starcie z przysłanym z odsieczą plutonem Wehrmachtu. Niemcy cofnęli się po półgodzinnej walce. W innych miejscach żołnierze VIII Rejonu także przystąpili do likwidowania pojedynczych żołnierzy nieprzyjaciela lub jego niewielkich pododdziałów, na skutek czego zabito kilkunastu Niemców i ich wschodnich kolaborantów oraz zdobyto pewną ilość broni. W międzyczasie zdążający w rejon Wiersz żołnierze „Góry” zlikwidowali posterunki niemieckiej żandarmerii i straży granicznej w Kaliszkach. Do najpoważniejszego starcia doszło jednak w Aleksandrowie, gdzie rankiem 31 lipca oddziały nalibockie doszczętnie rozbiły kompanię Wehrmachtu, zabijając blisko 50 Niemców oraz zdobywając sporo broni i amunicji. Wzięto także pięciu jeńców, których po rozbrojeniu i pozbawieniu umundurowania puszczono wolno. Straty własne ograniczyły się do jednego zabitego i dwóch rannych (według Mariana Podgórecznego nie zginął żaden z polskich żołnierzy).
W ocenie Józefa Krzyczkowskiego przybycie do Dziekanowa blisko 900 żołnierzy Zgrupowania Stołpecko-Nalibockiego, częściowa mobilizacja oddziałów VIII Rejonu oraz starcia w lesie opaleńskim i Aleksandrowie oznaczały de facto rozpoczęcie powstania w Puszczy Kampinoskiej.

## Pierwsze natarcie na lotnisko bielańskie

### Działania oddziałów kampinoskich

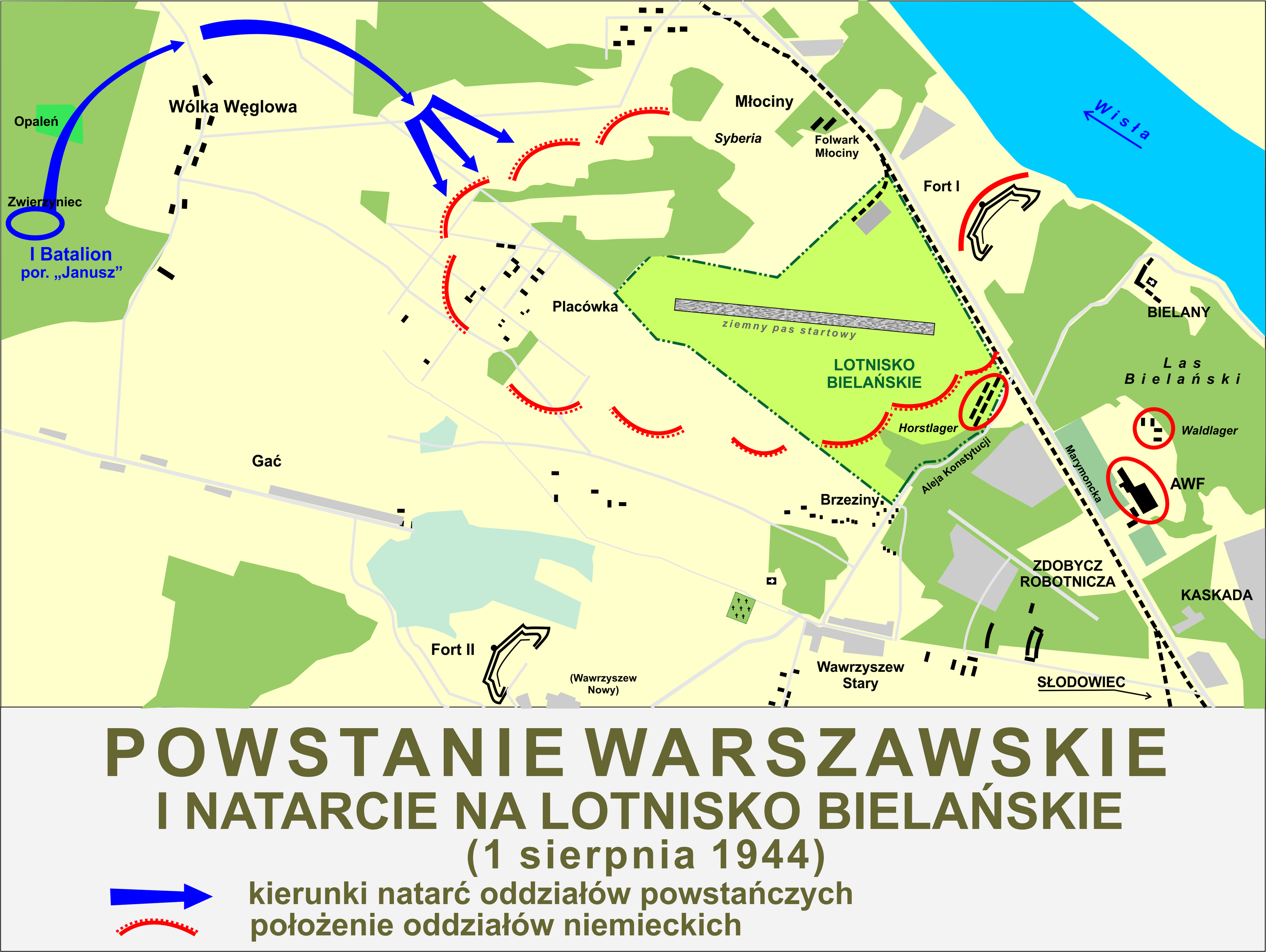

Wczesnym rankiem 1 sierpnia grupa żołnierzy VIII Rejonu została skierowana do Łomianek i Młocin z zadaniem zorganizowania dostawy prowiantu dla oddziałów por. „Góry”. Około południa, gdy liczący cztery wozy konwój znajdował się już w drodze powrotnej, polscy żołnierze wdali się w utarczkę z Niemcami kwaterującymi w Wólce Węglowej. Na odsiecz konwojowi i jego eskorcie wyruszył oddział por. „Czarnego”, pod którego osłoną wozy i żołnierze zdołali się wycofać ze wsi. Nieprzyjaciel również otrzymał posiłki, na skutek czego w rejonie Wólki Węglowej wywiązała się wkrótce regularna walka. Niemcy nie odważyli się wejść do lasu opaleńskiego i ograniczyli się do jego ostrzelania przy użyciu artylerii i ciężkiej broni piechoty. W wyniku starcia dwóch żołnierzy AK zostało rannych, w tym jeden śmiertelnie. Straty Niemców miały wynieść trzech zabitych i pięciu rannych.
Około godziny 15.00, gdy w rejonie Wólki Węglowej trwała jeszcze walka, do kwatery kpt. „Szymona” w Opaleniu dotarła łączniczka „Krysia” (NN), która poinformowała, iż termin wybuchu powstania został wyznaczony na godzinę 17.00. Tak późne otrzymanie rozkazu postawiło „Szymona” w niezwykle niedogodnej sytuacji. Do natychmiastowego wejścia do akcji gotów był bowiem jedynie batalion por. „Janusza”, który w dodatku był tylko częściowo zmobilizowany. Zgrupowanie nalibockie wraz z kompanią kpt. „Karasia” znajdowały się w rejonie Wiersz i Janówka, tj. w odległości około 15–18 km od wzgórz 93, 103 i 96 na Łużach, gdzie znajdowało się miejsce koncentracji VIII Rejonu. Reszta oddziałów pozostawała rozproszona lub wciąż niezmobilizowana. Nie było najmniejszych szans, aby w ciągu dwóch godzin całość sił VIII Rejonu zdołała się skoncentrować w rejonie Łuż i w wyznaczonym terminie uderzyć na lotnisko bielańskie.
„Szymon” stanął przed trudnym wyborem. Mógł uderzyć na lotnisko tymi nielicznymi oddziałami, które znajdowały się pod ręką lub złamać rozkaz dowództwa AK i odłożyć natarcie do czasu zakończenia koncentracji całości sił VIII Rejonu. Liczebność załogi lotniska była oceniana przez wywiad AK na ok. 700 żołnierzy, stąd jasne było, iż atak samym tylko batalionem „Janusza” nie rokuje szans sukcesu i może mieć co najwyżej odciążający charakter. Po krótkim namyśle „Szymon” postanowił jednak uderzyć w wyznaczonym terminie. Zdawał sobie bowiem sprawę, że atak na lotnisko bielańskie stanowić będzie jedynie element większej akcji powstańczej, stąd nie chciał ryzykować, że bierność oddziałów kampinoskich umożliwi Niemcom skierowanie wszystkich sił do walki z oddziałami Obwodu „Żoliborz”. Niemniej zarządził natychmiastową koncentrację wszystkich sił VIII Rejonu w rejonie wzgórza 103 na Łużach, rozkazując jednocześnie por. „Górze” oddelegować jeden szwadron kawalerii z zadaniem zamknięcia szosy Warszawa – Modlin na wysokości Pieńkowa. Nakazał także przerwanie walki w rejonie Wólki Węglowej, gdzie pozostawiono jedynie niewielkie ubezpieczenie w postaci drużyny z rkm wydzielonej z oddziału „Czarnego”.
Porucznik „Janusz”, który miał poprowadzić pierwsze natarcie na lotnisko, miał do dyspozycji dwa plutony kompanii szturmowej por. „Czarnego”, dwa plutony 1 kompanii por. „Zetesa” oraz dwa plutony 5 kompanii por. „Olszy”. Liczyły one łącznie ok. 190 żołnierzy, uzbrojonych w 2 ckm, 2 rkm oraz w karabiny i granaty. Plan natarcia przewidywał, że oddziały, mijając Opaleń, Zwierzyniec i Łuże, wyjdą na pozycje wyjściowe do ataku na znajdujące się na północnym skraju lasu za Wólką Węglową. Stamtąd, poruszając się pod osłoną krzaków i zagajników, batalion miał przedostać się jak najbliżej nieprzyjacielskich stanowisk w rejonie Placówki, po czym uderzyć na lotnisko od strony północno-zachodniej. Wymarsz oddziałów z uroczyska Michałówka nastąpił około godziny 16.00. W Opaleniu do głównych sił „Janusza” dołączył por. „Czarny” ze swoimi dwoma plutonami. Polskie pododdziały posuwały się pośpiesznym marszem, w ich szpicy szedł pluton pchor. Zbigniewa Peryńskiego ps. „Polana”. Podczas przemarszu wschodnią częścią lasu opaleńskiego polscy żołnierze znaleźli się pod ostrzałem niemieckiej artylerii, która prowadziła ogień od strony lotniska i Boernerowa. Ostrzał ten był niezbyt intensywny i nie spowodował żadnych strat.
Po osiągnięciu pozycji wyjściowych batalion „Janusza” wyszedł na otwartą przestrzeń i rozwinął się w tyralierę. Na lewym skrzydle znalazły się plutony „Czarnego”, w centrum postępował oddział „Olszy”, podczas gdy prawą flankę stanowiły plutony „Zetesa” (ten ostatni miał także za zadanie osłaniać natarcie od strony Wólki Węglowej). Podczas przemarszu przez porośnięty gęstym zagajnikiem teren w polski szyk wkradło się zamieszanie, na skutek czego plutony „Zetesa” nie zdołały wyjść z lasku. Pozostałe cztery plutony rozpoczęły natarcie o godzinie 17.00. Posuwający się długimi skokami żołnierze znaleźli się wkrótce w pobliżu wysuniętych stanowisk niemieckich. Tam padł rozkaz otwarcia ognia. Początkowo walka przybrała pomyślny obrót dla strony polskiej, gdyż zaskoczeni Niemcy zaczęli opuszczać wysunięte stanowiska, ponosząc przy tym straty w zabitych i rannych.
Nieprzyjaciel szybko jednak ochłonął z zaskoczenia, a część milczących dotąd stanowisk obronnych otworzyła gwałtowny ogień, który przygwoździł do ziemi prawe skrzydło natarcia. Lewe skrzydło pokonało jeszcze ok. 300 metrów, po czym również zaległo w ogniu nieprzyjacielskiej broni maszynowej. Mimo podejmowanych prób polskim oficerom nie udało się poderwać żołnierzy do kolejnego ataku. W tej sytuacji przystąpiono do wiązania ogniem stanowisk wroga. Niemiecki ostrzał wybił obsługę jednego z polskich ckm, lecz karabinowy Guzowski zdołał z narażeniem życia wynieść cenną broń z pierwszej linii. Gwałtowna wymiana ognia trwała jeszcze kilkadziesiąt minut. Wobec wyczerpywania się zapasów amunicji, rosnących strat i braku możliwości przełamania niemieckiej obrony, żołnierze AK byli wkrótce zmuszeni rozpocząć odwrót. Jako pierwszy, bez upoważnienia „Janusza”, wycofał się do lasu prawoskrzydłowy oddział „Olszy”. Uznawszy, iż zadanie związania walką sił niemieckich zostało wykonane, „Janusz” zarządził powrót w rejon wzgórza 103, gdzie jego batalion miał ubezpieczyć koncentrację głównych sił VIII Rejonu.
Walka trwała łącznie około dwóch godzin. Polski batalion stracił 5 zabitych i 12 rannych. Według kpt. „Szymona” niemieckie straty miały się natomiast zamknąć liczbą 6 zabitych i 10 rannych.

### Działania oddziałów żoliborskich
Na Żoliborzu już około godziny 14.00 patrol niemieckiej żandarmerii wdał się w utarczkę z żołnierzami Zgrupowania „Żniwiarz”, którzy wynosili broń z konspiracyjnego magazynu. Niedługo później w dzielnicy rozpoczęły się regularne walki. Przedwczesny wybuch powstania odbił się bardzo negatywnie na przygotowaniach do akcji powstańczej na terenie Żoliborza. Utracono element zaskoczenia, paraliżowi uległ system łączności Obwodu II, a cała dzielnica rychło została odcięta od reszty miasta. W powstałym chaosie wielu żołnierzy nie zdążyło dotrzeć na czas na punkty zborne, nie dotarła tam również część broni i amunicji. Negatywne konsekwencje przedwczesnego wybuchu walk nie ominęły także III Rejonu. Oddziały bielańskie zostały odcięte od głównych sił Obwodu II, a wielu żołnierzy nie stawiło się na czas na punktach zbornych. Co gorsza, kompania dowodzona przez ppor. „Kwarcianego” została w całości odcięta na Marymoncie i nie wzięła udziału w natarciu na Waldlager i klasztor Marianów. Ostatecznie w godzinie „W” ruszyło do walki zaledwie 400 żołnierzy III Rejonu.
W tych okolicznościach polskie natarcie zakończyło się całkowitym niepowodzeniem. Nacierające na AWF kompanie ppor. „Brzozy” i por. „Ojca Mariana” zostały przyduszone do ziemi gęstym ogniem moździerzy i broni maszynowej. Część żołnierzy zdołała przebiec na drugą stronę ul. Marymonckiej, lecz żaden nie zdołał sforsować ogrodzenia AWF. Polskie oddziały poniosły w tym natarciu poważne straty, polegli m.in. ppor. „Brzoza” oraz pchor. Henryk Kokoszkiewicz ps. „Lubicz” (zastępca dowódcy 214 plutonu). Kilkadziesiąt minut po załamaniu pierwszego ataku polscy żołnierze wznowili natarcie, lecz ponownie zostali odparci, ponosząc przy tym duże straty. Niepowodzeniem zakończyły się także działania kompanii por. „Starży”, która wbrew pierwotnym planom uderzyła całością sił na Waldlager. Wkrótce po wyruszeniu z pozycji wyjściowych przy ul. Podleśnej nacierający na otwartej przestrzeni 212 pluton zaległ pod silnym ogniem broni maszynowej z AWF i Waldlagru. Sąsiednie plutony 237 i 239 zdołały dotrzeć na skraj Lasu Bielańskiego, tam jednak zostały przyduszone do ziemi gwałtownym ogniem nieprzyjaciela. Po kilkunastu minutach polscy żołnierze przystąpili do odwrotu. Podjęta niedługo później próba wznowienia natarcia zakończyła się niepowodzeniem. W tej sytuacji por. „Starża” był zmuszony wycofać swoją kompanię na pozycje wyjściowe.
Odparcie natarcia oddziałów kampinoskich umożliwiło Niemcom rozpoczęcie kontrataku przeciw walczącym na Bielanach oddziałom kpt. „Serba”. Około godziny 19.30 z rejonu lotniska i Wawrzyszewa wyszło natarcie piechoty wspartej bronią pancerną. Niemcy atakowali w ogólnym kierunku na kompleks AWF. Początkowo główny ciężar natarcia wziął na siebie pluton saperów dowodzony przez ppor. Władysława Czernego ps. „Olszyna”. Polscy żołnierze zdołali za pomocą granatów i ładunków wybuchowych unieruchomić kilka niemieckich wozów, poniesiono jednak przy tym dotkliwe straty (wśród poległych znalazł się ppor. „Olszyna”). Poświęcenie saperów dało jednak kpt. „Serbowi” czas na przegrupowanie sił i przygotowanie obrony. Niemcy, nie znając dokładnego rozmieszczenia polskich stanowisk, nie zaryzykowali nocnego ataku.
Wystąpienie powstańcze na Żoliborzu zakończyło się niemal całkowitą porażką. Oddziały Obwodu II nie zdobyły żadnego z ważniejszych celów natarcia, poniosły natomiast ciężkie straty w ludziach i uzbrojeniu. Sztab obwodu utracił łączność z dowództwem Okręgu Warszawskiego AK. W tej sytuacji 1 sierpnia około godziny 22.00 ppłk Mieczysław Niedzielski ps. „Żywiciel”, ulegając namowom swoich oficerów, postanowił wycofać oddziały Obwodu „Żoliborz” do Puszczy Kampinoskiej. Wymarsz z Warszawy nastąpił o godz. 2:30. Tymczasem kilka godzin wcześniej, tj. około godziny 22.30, miasto opuściły na własną rękę jednostki III Rejonu. Tragicznie zakończył się przy tym wymarsz kompanii por. „Starży”, do której rozkazy kpt. „Serba” dotarły dopiero po północy. Nie zdążywszy na koncentrację oddziałów III Rejonu i nie znając wyznaczonej przez „Serba” trasy odwrotu, kompania „Starży” była zmuszona wyruszyć samodzielnie. 2 sierpnia na krótko przed świtem polski oddział został zaskoczony i rozbity przez Niemców pod Boernerowem. W nierównej walce poległo co najmniej 73 żołnierzy AK.

## Drugie natarcie na lotnisko bielańskie

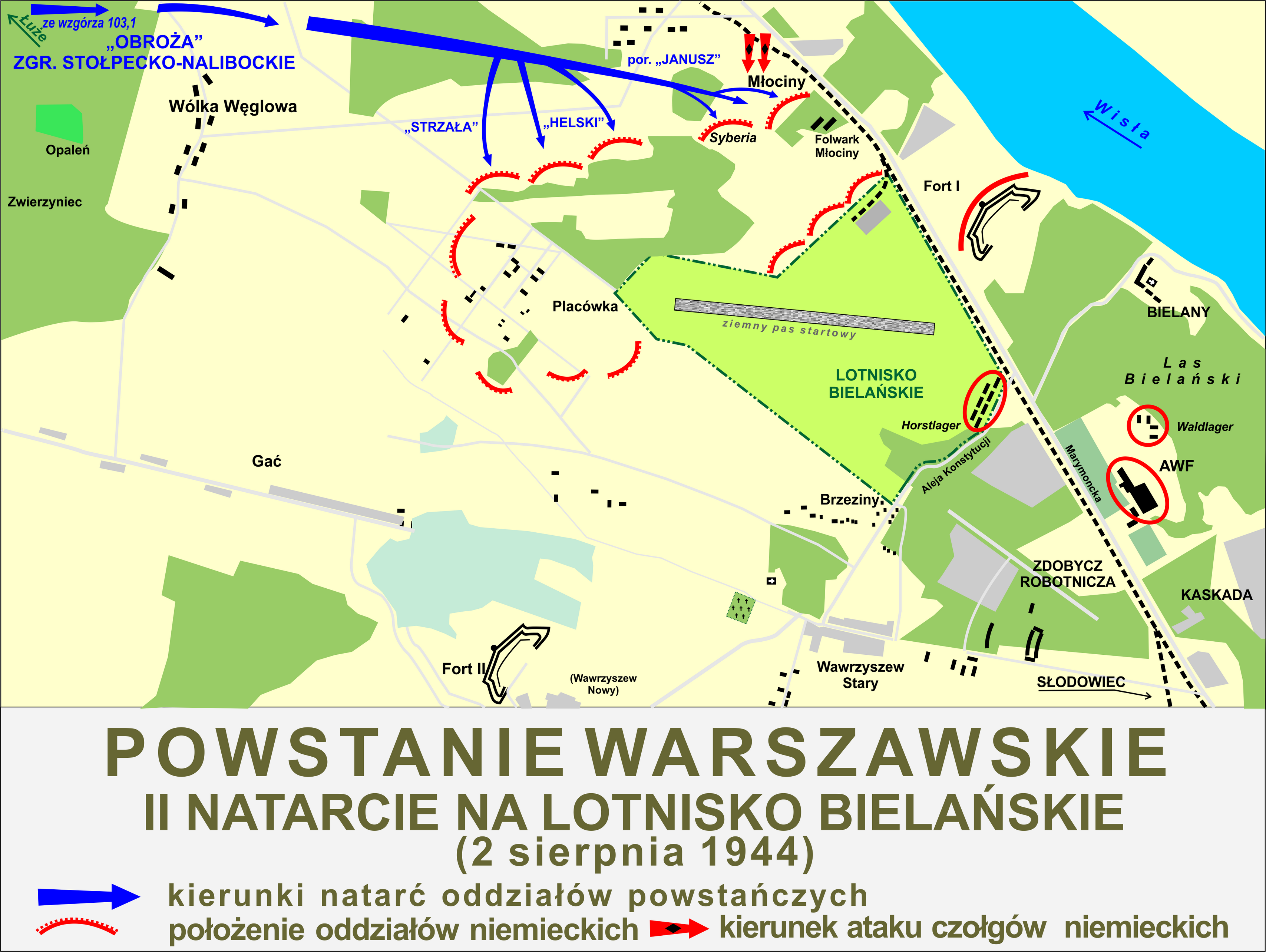

### Przygotowania
Przez większą część nocy 1/2 sierpnia główne siły VIII Rejonu zbierały się w rejonie wzgórza 103 na Łużach. Jako pierwsze, już w okolicach godziny 1.00, koncentrację zakończyły „stare” oddziały kampinoskie. Kapitan „Szymon” polecił przydzielić wszystkich dobrze uzbrojonych żołnierzy do I Batalionu por. „Janusza”, podczas gdy do rezerwowego batalionu kpt. „Dulki” trafili żołnierze nieuzbrojeni lub słabo uzbrojeni. Około godziny 2.30, po forsownym marszu deszczową nocą, na miejsce koncentracji dotarł również por. „Góra” wraz z większością pododdziałów Zgrupowania Stołpecko-Nalibockiego. Po zakończeniu koncentracji „Szymon” wygłosił przemówienie do żołnierzy, w którym przypomniał niemieckie zbrodnie na narodzie polskim, popełnione m.in. w pobliskich Palmirach oraz na Wydmach Łuże, a także podkreślił, iż zdobycie lotniska bielańskiego umożliwi powstańcom przyjęcie alianckiego desantu z pomocą dla Warszawy. Chwilę później wyznaczone do natarcia oddziały wyruszyły w kierunku lotniska. Po przejściu ok. 1,5-2 kilometrów zarządzono krótki odpoczynek, zwołując jednocześnie ostatnią przed walką odprawę oficerską. Rozpoczęcie natarcia zaplanowano na godzinę 3.30.
W bezpośrednim natarciu na lotnisko miało wziąć udział 984 oficerów i żołnierzy. Opracowany przez „Szymona” plan ataku przewidywał, że główny ciężar walki wezmą na siebie dwa bataliony piechoty – kampinoski pod dowództwem por. „Janusza” oraz nalibocki pod dowództwem por. „Dźwiga” – wsparte dodatkowo przez szwadron ckm pod dowództwem por. „Jara”. Miały one wedrzeć się w lukę między stanowiskami niemieckimi w Młocinach i Placówce, a następnie uderzyć na lotnisko od strony północnej. Lewe skrzydło natarcia stanowić miały trzy kompanie z batalionu „Janusza”, których zadaniem było opanowanie tzw. Lasku Syberia nieopodal Młocin (obecnie rezerwat „Dęby Młocińskie”), a następnie kontynuowanie natarcia w kierunku Horstlager. Z kolei prawe skrzydło natarcia stanowiły kompanie poruczników „Strzały” i „Helskiego” z batalionu „Dźwiga”, które wraz ze spieszonym szwadronem ckm miały uderzać w ogólnym kierunku na hangar nr 2. W odwodzie „Szymon” pozostawił kampinoską kompanię por. „Olszy” oraz nalibocką kompanię por. „Dana” (obie dysponujące bronią ppanc.). Miały one posuwać się w odległości ok. 500 metrów za prawym skrzydłem. W przypadku, gdyby natarcie zakończyło się sukcesem, batalion „Janusza” miał ubezpieczyć lotnisko od strony Bielan i Wawrzyszewa, podczas gdy jedna z nalibockich kompanii „Dźwiga” zorganizowałaby osłonę bazy od strony Młocin. Pozostałe dwie kompanie nalibockie wraz ze szwadronem ckm pozostałyby w rejonie zabudowań lotniska w charakterze odwodu.
Podczas gdy główne siły rejonu szturmowałyby lotnisko bielańskie, spieszony dywizjon kawalerii miał zablokować szosę Warszawa – Modlin, osłaniając w ten sposób natarcie od strony twierdzy modlińskiej. Wysunięty 3 szwadron pod dowództwem wachm. „Suma” urządził zasadzkę na wysokości Pieńkowa, natomiast ułani z 1 i 4 szwadronu pod ogólnym dowództwem chor. „Nocy” zablokowali szosę na odcinku pomiędzy Młocinami a Burakowem. Rezerwowy batalion kpt. „Dulki”, który liczył 392 żołnierzy, w tym zaledwie 20 uzbrojonych, pozostał na Łużach jako osłona miejsca koncentracji.
Szykując kolejne natarcie na lotnisko bielańskie, kpt. „Szymon” nie zdawał sobie sprawy, iż oddziały Obwodu „Żoliborz” opuściły Warszawę i podążają w kierunku Puszczy Kampinoskiej. Około godziny 5.00 nad ranem maszerujący w deszczu powstańcy żoliborscy usłyszeli odgłosy walki toczonej przez oddziały VIII Rejonu. Po dotarciu do Sierakowa, gdzie kolumna zatrzymała się na odpoczynek, ppłk „Żywiciel” polecił wydzielić z każdego oddziału najlepiej uzbrojonych żołnierzy i skierować ich na odsiecz oddziałom „Szymona”. Rozkaz ten z niewyjaśnionych przyczyn został jednak odwołany, zanim jeszcze zdołano przystąpić do jego realizacji.

### Przebieg walki w rejonie lotniska

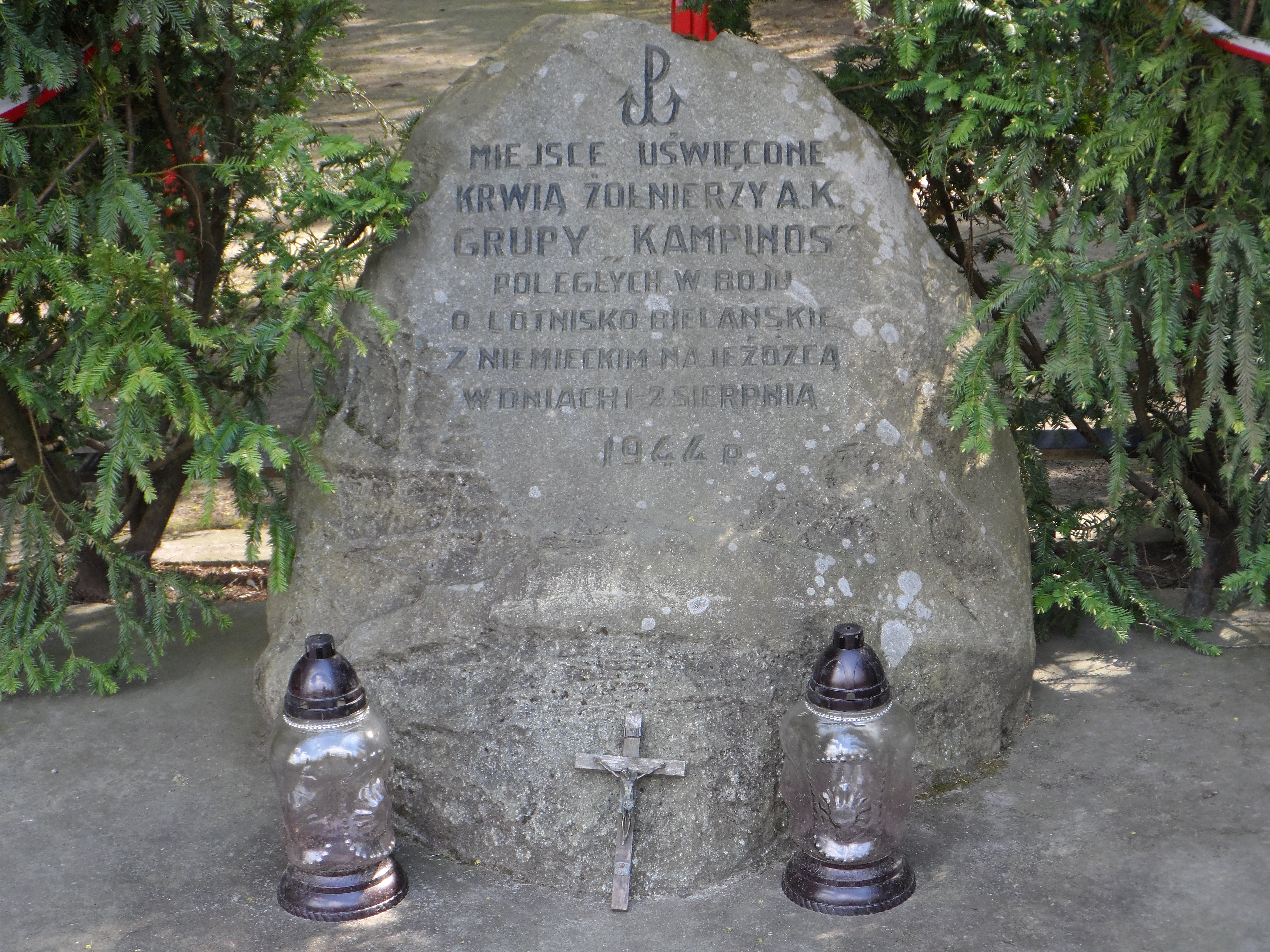
„Stary” głaz w miejscu pamięci przy ul. Michaliny w Warszawie. Zdjęcie z 2015 roku

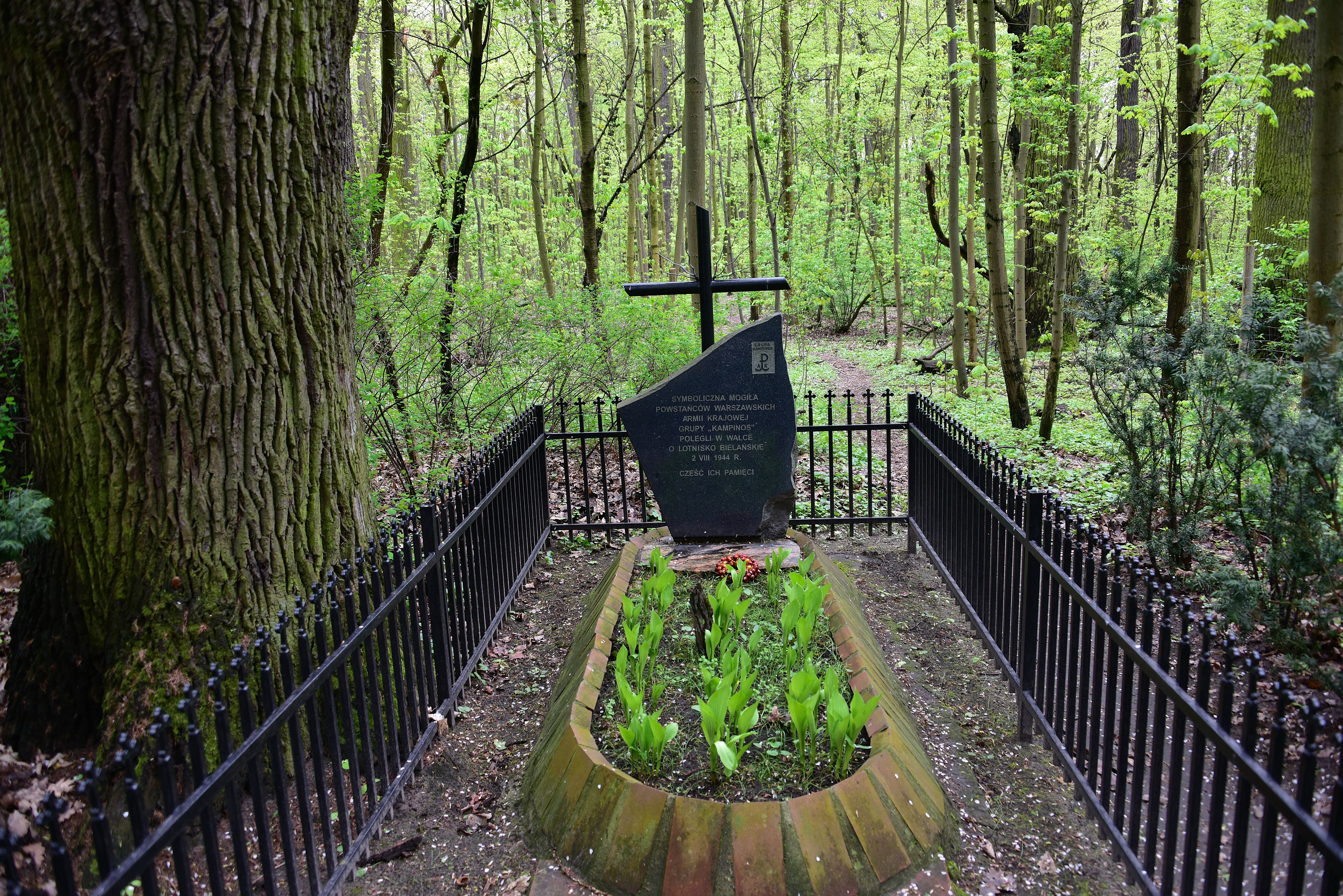
Symboliczna mogiła żołnierzy AK poległych w drugim natarciu na lotnisko bielańskie w rezerwacie „Dęby Młocińskie”

Porucznik Witold Lenczewski ps. „Strzała” wspomniał, że wyjście polskich oddziałów na podstawy wyjściowe zostało z nieznanych przyczyn opóźnione o co najmniej pół godziny. W ten sposób natarcie rozpoczęło się dopiero około godziny 4.00 nad ranem. Na prawym skrzydle, gdzie otwarty i pozbawiony większych przeszkód teren nie sprzyjał atakującym, walka niemal od razu przybrała niekorzystny obrót dla strony polskiej. W momencie, gdy kompanie „Helskiego” i „Strzały” znajdowały się w odległości ok. 500-800 metrów od stanowisk bojowych nieprzyjaciela, opadła mgła i zabłysło wschodzące słońce, co odsłoniło nacierającą tyralierę. Zaalarmowani wcześniejszymi walkami Niemcy byli czujni i nie dali się zaskoczyć. W rezultacie polscy żołnierze szybko zostali przygwożdżeni do ziemi gwałtownym ogniem nieprzyjacielskich działek i karabinów maszynowych. W szczególnie trudnej sytuacji znalazła się wysunięta najbardziej na zachód kompania por. „Strzały”, na której skupił się niemiecki ostrzał. Poległ wówczas m.in. dowódca kompanijnego zwiadu, wachm. Mieczysław Dolecki, a poważnie ranny został zastępca dowódcy kompanii, ppor. Mikołaj Stecki ps. „Nowina”. Wobec zatrzymania natarcia „Szymon” był zmuszony skierować na pierwszą linię polskie ckm i granatniki, którym powierzono zadanie związania walką ogniową nieprzyjacielskich gniazd oporu. Szybko jednak okazało się, że z powodu niewielkiej widoczności spowodowanej gęstą mżawką, a także z powodu dobrego maskowania niemieckich stanowisk, polskie ckm mogą prowadzić wyłącznie niezbyt celny ogień posiewowy. Do walki włączyła się tymczasem niemiecka artyleria. Co gorsza, wkrótce przed polskimi liniami pojawił się niemiecki samochód pancerny, który zasypał żołnierzy AK gwałtownym ogniem. Pozbawieni ciężkiej broni powstańcy mieli trudności ze zbliżeniem się do pojazdu na odległość rzutu granatem lub butelką zapalającą. Pod osłoną ognia ckm i granatników podjęto próbę wznowienia natarcia, lecz po trwającej blisko godzinę walce ogniowej batalion „Dźwiga” zdołał przesunąć się naprzód zaledwie 200 metrów.
W tej sytuacji „Szymon” postanowił rzucić do walki odwodową kompanię por. „Dana”, nakazując jednocześnie żołnierzom podjąć próbę obejścia niemieckiego samochodu pancernego. Na odwodowej kompanii skupił się wkrótce ogień nieprzyjacielskich działek i karabinów maszynowych. Mimo gwałtownego ostrzału niektóre polskie pododdziały zaczęły się powoli posuwać do przodu. Podczas próby poderwania żołnierzy do kolejnego natarcia „Szymon” został ciężko ranny w nogę. Chwilę później poległ por. „Helski”, a por. „Gniew” z 2 kompanii kampinoskiej został poważnie ranny. Polskie straty rosły, lecz por. „Góra”, który w zastępstwie rannego „Szymona” przejął dowodzenie nad walczącymi oddziałami, nie przerwał natarcia. Wkrótce powstańcom udało się zniszczyć nieprzyjacielski samochód pancerny, który spłonął wraz z całą załogą. Niemniej polskim żołnierzom nie udało się wybić poważniejszego wyłomu w niemieckiej obronie. Około godz. 6.00, gdy poprawiły się warunki pogodowe, do walki włączyły się niemieckie myśliwce, które z niskiego pułapu kilkakrotnie ostrzelały zalegających na otwartej przestrzeni żołnierzy „Dźwiga”. Ostrzał z powietrza nie spowodował większych strat, ani też zamieszania w polskich szeregach, niemniej natarcie na tym odcinku definitywnie zaległo.
Tymczasem na lewym skrzydle batalion „Janusza” zdołał pod osłoną zagajników i krzewów zbliżyć się do lasku „Syberia”. Polskie oddziały rozwinęły się następnie w tyralierę, której prawe skrzydło stanowiła kompania szturmowa por. „Czarnego”, centrum – kompania por. „Zetesa”, natomiast lewą flankę – kompania kpt. „Karasia”. Dwie pierwsze kompanie nacierały bezpośrednio na „Syberię”, podczas gdy lewoskrzydłowy oddział postępował zachodnim skrajem Młocin. Niebawem w lesie wywiązała się zażarta walka, w której trakcie walczono dosłownie o każdy metr terenu. Nierzadko dochodziło do starć na najbliższym dystansie. Szczególnie zacięty bój toczył się o zabudowania położonego w głębi lasu folwarku, który atakowali żołnierze z kompanii „Zetesa” i „Karasia”. Powstańcy zdołali niemal całkowicie wybić załogę dworku – przeciwnik zdołał utrzymać się jedynie w piwnicach. Ze względu na niedoświadczenie żołnierzy kampinoskich oraz dobre wyposażenie niemieckiej piechoty w pistolety maszynowe, walka w lesie wkrótce przybrała jednak niekorzystny obrót dla strony polskiej. Poległ m.in. por. „Janusz”, a poważnie ranny został por. „Czarny”. Polskim żołnierzom zaczęła także kończyć się amunicja. W dodatku od szosy modlińskiej nadjechały dwa niemieckie czołgi, które ostrzelały znajdującą się na odkrytym terenie 3 kompanię. Polegli wówczas m.in. dowódca kompanii kpt. „Karaś”, dowodzący jednym z plutonów sierż. Tomasz Miazga ps. „Młot”, a także obsługa jednego z ckm.
Na prawym skrzydle wciąż trwała jeszcze walka, gdy por. „Góra” dostrzegł dwie czerwone rakiety wystrzelone przez ułanów z rejonu Burakowa. Był to umówiony sygnał, iż od strony Modlina nadciągają niemieckie czołgi. Wobec wyczerpywania się zapasów amunicji, braku perspektyw na przełamanie niemieckiej obrony oraz zagrożenia bocznym uderzeniem z kierunku szosy modlińskiej „Góra” zarządził przerwanie walki i odwrót na miejsce koncentracji. Niemcy nie podjęli pościgu. Mniej więcej w tym samym czasie przystąpił do odwrotu wykrwawiony I Batalion, przy czym jego odskok przebiegał w trudniejszych warunkach, gdyż polscy żołnierze musieli wycofywać się pod ogniem czołgów z szosy modlińskiej. Około godziny 11.00 (inne źródła wskazują 9.00) oddziały VIII Rejonu skoncentrowały się ponownie w rejonie wzgórz na Łużach.
Drugi atak na lotnisko bielańskie kosztował oddziały VIII Rejonu utratę 31 zabitych i 45 rannych. Wśród poległych znalazł się m.in. dowódca I Batalionu por. „Janusz” oraz dwaj dowódcy kompanii (kpt. „Karaś” i por. „Helski”). Ranni zostali m.in. kpt. „Szymon” oraz dowodzący kompanią szturmową por. „Czarny”. Największe straty, sięgające 22 zabitych i ok. 30 rannych, poniósł kampinoski batalion por. „Janusza”. Oddziały nalibockie utraciły 9 zabitych i zaginionych oraz kilkunastu rannych. Straty Niemców kpt. „Szymon” oszacował na 20 zabitych i 30 rannych, przy czym są to liczby niemożliwe do zweryfikowania. Porucznik „Góra” liczbę zabitych Niemców szacował na kilkunastu.

### Walka ułanów na szosie modlińskiej
Około godziny 2.00, a więc jeszcze przed rozpoczęciem szturmu na lotnisko bielańskie, szwadron ułanów pod dowództwem wachm. „Suma” zamknął szosę modlińską na wysokości Pieńkowa. Przed świtem ułani zatrzymali przejeżdżający w tym miejscu samochód osobowy, którego pięcioosobowa załoga – kierowca, oficer w stopniu kapitana, trzech cywilnych Niemców – została zastrzelona. Nieco później, już w świetle dnia, w polską zasadzkę wpadła nadjeżdżająca od strony Modlina kolumna niemieckich samochodów ciężarowych. Ułani zniszczyli wówczas 12 pojazdów, zabili 28 żołnierzy SS i Wehrmachtu (według innych źródeł zginęło 26 Niemców), a także zdobyli 16 karabinów, 3 pistolety maszynowe oraz wiele sztuk amunicji. Straty własne ograniczyły się do jednego zabitego i dwóch rannych. Około godziny 10.00 od strony Modlina nadjechał samotny niemiecki samochód pancerny, który wycofał się po ostrzelaniu przez ułanów. Niedługo później na szosie pojawiły się jednak niemieckie czołgi, na skutek czego pozbawieni broni przeciwpancernej kawalerzyści musieli przystąpić do odwrotu.
Pomyślnie przebiegały początkowo także działania 1 i 4 szwadronu. Na odcinku między Burakowem a Młocinami ułani zdołali bez strat własnych zniszczyć cztery nieprzyjacielskie samochody i zabić ośmiu Niemców. Wkrótce od strony Modlina nadjechał jednak oddział niemieckiej piechoty zmotoryzowanej, a w ślad za nim nieprzyjacielskie czołgi. Po krótkiej walce ułani dali umówiony sygnał rakietami, ostrzegając główne siły VIII Rejonu o zagrożeniu atakiem od strony Modlina, po czym przystąpili do odwrotu.

### Epilog
Po nieudanym ataku na lotnisko oddziały VIII Rejonu wycofały się w głąb Puszczy Kampinoskiej, tj. w rejon wsi Wiersze, Truskawka, Janówek, Krogulec. 3 sierpnia w rejonie Truskawki polskie zgrupowanie zaskoczyło i doszczętnie rozbiło silny oddział niemiecki. Przy stratach własnych 7 zabitych i 10 rannych zabito blisko 70 Niemców oraz wzięto do niewoli kolejnych kilkunastu. Sukces ten znacznie poprawił nastroje w szeregach zgrupowania. Tego samego dnia na bazie oddziałów nalibockich oraz „macierzystych” jednostek VIII Rejonu sformowany został Pułk „Palmiry-Młociny”. Ranny „Szymon” przekazał por. „Górze” bezpośrednie dowodzenie nad oddziałami w czasie działań bojowych, rezerwując jednocześnie dla siebie ogólne kierownictwo. Wkrótce do Puszczy Kampinoskiej zaczęły napływać oddziały z innych rejonów i obwodów Okręgu Warszawskiego AK, a także z sąsiedniego Podokręgu Zachodniego Obszaru Warszawskiego AK, na których bazie powstała Grupa AK „Kampinos”.

## Podsumowanie
Pierwsze natarcie na lotnisko bielańskie miało charakter wyłącznie demonstracyjny. Patrząc z perspektywy czasu część historyków i weteranów oceniała jednak, że również drugie uderzenie było od samego początku skazane na niepowodzenie. Nie zrealizowano bowiem pierwotnych planów dwustronnego natarcia na lotnisko, a porażka poniesiona w godzinie „W” przez oddziały Obwodu „Żoliborz” pozwoliła Niemcom skoncentrować większość sił przeciw oddziałom VIII Rejonu. Prawdopodobnie drugie natarcie zakończyłoby się niepowodzeniem nawet przy hipotetycznym udziale oddziałów żoliborskich, gdyż załoga lotniska była zbyt liczna i zbyt dobrze uzbrojona, a wcześniejsze ataki oddziałów kampinoskich i żoliborskich pozbawiły stronę polską elementu zaskoczenia.
Niezależnie od tych faktów część weteranów była jednak zdania, iż do porażki drugiego natarcia przyczyniły się również błędy popełnione przez kpt. „Szymona”. Witold Lenczewski uważał, iż wobec przewagi ogniowej nieprzyjaciela dowódca VIII Rejonu nie powinien był rzucać całości swoich sił do natarcia na jednym kierunku – w dodatku w świetle wschodzącego słońca. Jego zdaniem należało najpierw dobrze rozpoznać stanowiska nieprzyjaciela, a następnie pod osłoną nocy przeprowadzić atak z kilku kierunków. Edward Bonarowski cytował z kolei opinie uczestników natarcia, którzy twierdzili, że „Szymon” nieprawidłowo rozmieścił oddziały na polu bitwy (w szczególności kompanie odwodowe) oraz popełnił błąd, pozostawiając całą broń przeciwpancerną przy jednostkach drugiego rzutu.
Konsekwencje polskiej porażki były bardzo poważne. W projekcie sprawozdania z działalności niemieckiej 6 Floty Powietrznej (Luftflotte 6) znalazła się ocena, iż utrzymanie lotnisk na Okęciu i Bielanach wywarło decydujący wpływ na przebieg powstania warszawskiego. Utrzymanie przez Niemców pozycji wokół lotniska z pewnością uniemożliwiło nawiązanie stałego połączenia między powstańczym Żoliborzem a późniejszą „Niepodległą Rzecząpospolitą Kampinoską”. Ponadto w wyniku obu ataków oddziały VIII Rejonu poniosły duże straty w ludziach i uzbrojeniu oraz zużyły znaczną część zapasów amunicji. Porażka spowodowała także chwilowy spadek morale w szeregach VIII Rejonu. Część nieuzbrojonych rezerwistów „kampinoskich” rozeszła się bowiem do domów, a w oddziałach nalibockich spadło zaufanie do „warszawskiego dowództwa”. W rezultacie zgrupowanie AK w Puszczy Kampinoskiej aż do połowy sierpnia 1944 pozostawało niezdolne do prowadzenia poważniejszych działań ofensywnych.
Tymczasem 8 sierpnia niemieckie dowództwo wydało rozkaz rozpoczęcia przygotowań do zniszczenia lotniska bielańskiego. Do 16 sierpnia pas startowy został całkowicie zaorany i w 60% zabezpieczony przed ewentualnym desantem spadochronowym (przy użyciu min i innych przeszkód). Niemcy zniszczyli również infrastrukturę bazy. Część polskich weteranów była przekonana, iż to właśnie polskie ataki skłoniły Niemców do rezygnacji z użytkowania lotniska. Z tego powodu Jacek Sawicki uznał, iż w godzinie „W” VIII Rejon odniósł największy sukces spośród wszystkich rejonów Obwodu „Obroża”.

## Upamiętnienie

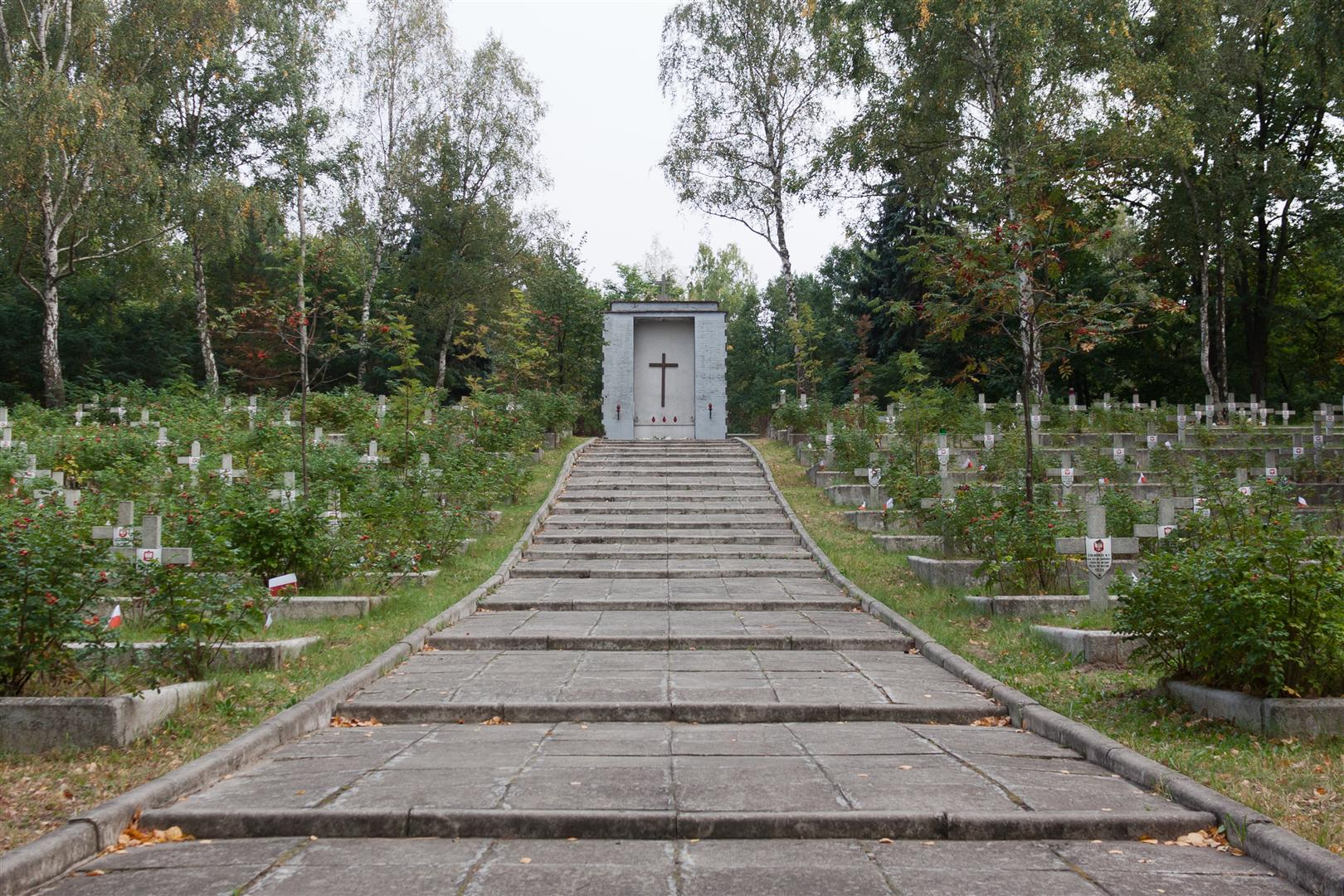
Cmentarz wojenny w Laskach, gdzie obok kilkuset żołnierzy poległych we wrześniu 1939 spoczywają szczątki żołnierzy AK poległych w natarciach na lotnisko bielańskie

W pierwszych latach Polski Ludowej działania mające na celu upamiętnienie czynu zbrojnego Grupy „Kampinos” napotykały na liczne przeszkody ze strony władz komunistycznych. Niemniej jednak stosunkowo szybko energiczną działalność rozwinęło środowisko kombatanckie skupione wokół kpt. Józefa Krzyczkowskiego ps. „Szymon”. Jedną z jego pierwszych inicjatyw było zapewnienie godnego pochówku żołnierzom poległym w natarciach na lotnisko bielańskie. W pierwszym rzędzie zabezpieczono prowizoryczne mogiły, a następnie przeniesiono szczątki poległych na cmentarz wojenny w Laskach.
W latach 70. na skraju rezerwatu „Dęby Młocińskie”, naprzeciw posesji nr 10 przy stołecznej ul. Michaliny, zainstalowano betonową płytę upamiętniającą żołnierzy AK poległych w natarciach na lotnisko bielańskie. W 1994 miejsce pamięci zostało uzupełnione o pamiątkowy głaz. W 2015 roku odsłonięto tam nowy pomnik w formie płyty i obelisku. Widnieje na nim Znak Polski Walczącej oraz napis o treści:

Miejsce uświęcone krwią żołnierzy AK Grupy „Kampinos” poległych w boju o lotnisko bielańskie z niemieckim najeźdźcą w dniach 1–2 sierpnia 1944 r. Chwała bohaterom

Za pomnikiem, kilkanaście metrów w głębi lasu, znajduje się także symboliczna mogiła żołnierzy AK poległych 2 sierpnia 1944.